# Harry Piel
Harry Piel (12 de julio de 1892 – 27 de marzo de 1963) fue un director, guionista y actor cinematográfico alemán, que a lo largo de su trayectoria artística intervino en un total de más de 150 producciones.
Piel se inició como director en 1912, consiguiendo éxitos de taquilla como Mann Gegen Mann (1928), Achtung! - Auto-Diebe! (1930) y Artisten (1935).

## Biografía
Su verdadero nombre era Heinrich Piel, y nació en Düsseldorf, Alemania. Tras completar estudios primarios en Benrath y secundarios en Derendorf, Piel fue cadete en 1909 del velero Grossherzogin Elisabeth. Finalizó el aprendizaje en 1911, trasladándose a Berlín en 1912, donde creó la compañía "Kunst-Film-Verlags-Gesellschaft", con la que rodó, como director, guionista y productor, su primera película, Schwarzes Blut (1912), con Curt Goetz en el papel protagonista. Tras ese film rodó otras producciones, habitualmente de aventuras y acción.
Pronto Piel fue apodado el "director dinamita", debido a su afición a incluir escenas de explosiones en sus películas, las cuales eran reales. Piel tenía amistad con un ingeniero de demolición, y a menudo rodaba la destrucción con explosivos de puentes y otras estructuras, que más adelante incluía en sus filmes.
En 1915, demasiado aburrido con su tarea de director, decidió empezar a actuar. Su primera película como actor protagonista fue Die Grosse Wette, un film de ciencia ficción. En Unter heißer Zone (1916) se contemplaban por primera vez escenas con animales salvajes, las cuales se utilizaron posteriormente en otras cintas. A estos títulos siguieron, entre 1918 y 1919, ocho películas en las cuales encarnaba al detective "Joe Deebs", y una cinta, Der große Unbekannte (1919), con la que internacionalmente empezó a ser acreditado como "Harry Peel".
En 1927 actuó junto a Marlene Dietrich, entre otros intérpretes, en el film Sein größter Bluff, y ese mismo año se casó con la actriz Dary Holm (1897–1960), que trabajó en varias de sus películas. Superando sin problemas la transición al cine sonoro, Piel dirigió la comedia Er oder ich en 1930, rodando posteriormente varias películas de aventuras, muchas de ellas de éxito, como Schatten der Unterwelt (1931), Jonny stiehlt Europa (1932), Das Schiff ohne Hafen, Der Dschungel ruft (1935) y Sein bester Freund (1937).
Harry Piel fue nombrado en 1933 Miembro Patrón de la SS, y también ingresó en el NSDAP. Sin embargo, más adelante tuvo dificultades con las autoridades Nazis, y su film "Panik" (1940–43) fue prohibido por mostrar imágenes demasiado realistas de ataques aéreos. 
Setenta y dos de los negativos de sus filmes, casi toda su producción muda, fueron destruidos en un bombardeo aéreo. Tras la caída del Tercer Reich, Harry Piel, como miembro de apoyo económico de las SS, fue condenado a seis meses de prisión y a cinco años de inhabilitación. Una vez rehabilitado, fundó en 1950 "Ariel Film" en Hamburgo, compañía con la que solo tuvo un moderado éxito.
Poco tiempo después de rodar Gesprengte Gitter (1953), film protagonizado, escrito y producido por él, Piel se retiró del mundo del cine. Harry Piel falleció en 1963 en Múnich, Alemania. Fue enterrado en el Cementerio Waldfriedhof de Múnich.

## Filmografía
| - Dämone der Tiefe (1912) - Der Börsenkönig (1912) - Nachtschatten (1913) - Der schwarze Pierrot (1913) - Der grüne Teufel (1913) - Im Leben verspielt (1913) - Menschen und Masken (1913) - Seelenadel (1913) - Erblich belastet? (1913) - Harakiri (1913) - Menschen und Masken (1913) - Die Millionenmine (1913) - Die braune Bestie (1914) - Der geheimnisvolle Nachtschatten (1914) - Das Teufelsauge (1914) - Das geheimnisvolle Zeichen (1914) - Das Abenteuer eines Journalisten (1914) - Der schwarze Husar (1915) - Der Bär von Baskerville (1915) - Manya, die Türkin (1915) - Im Banne der Vergangenheit (1915) - Das Geheimnis von D. 14 (1915) - Police Nr. 1111 (1915) - Das verschwundene Los (1915) - Das lebende Rätsel (1916) - Unter heißer Zone (1916) - Das geheimnisvolle Telephon (1916) - Zur Strecke gebracht (1917) - Der Sultan von Johore (1917) - Der weiße Schrecken (1917) - Um eine Million (1917) - Der stumme Zeuge (1917) - Sein Todfeind (1917) - Das amerikanische Duell (1918) - Die Ratte (1918) - Das rollende Hotel (1918) - Diplomaten (1918) - Die närrische Fabrik (1918) - Das Auge des Götzen (1919) - Der Muff (1919) - Der blaue Drachen (1919) - Der rätselhafte Klub (1919) - Der grosse Coup (1919) - Über den Wolken (1919) - Die Geheimnisse des Zirkus Barré (1920) - Die Luftpiraten (1920) - Das fliegende Auto (1920) - Der Verächter des Todes (1920) - Das Gefängnis auf dem Meeresgrund (1920) | - Der Reiter ohne Kopf (1921) - Dier Fürst der Berge (1921) - Das verschwundene Haus (1922) - Das schwarze Kuvert (1922) - Rivals (1923) - Der letzte Kampf (1923) - Abenteuer einer Nacht (1923) - Menschen und Masken (1923) - Auf gefährlichen Spuren (1924) - Der Mann ohne Nerven (1924) - Schneller als der Tod (1925) - Zigano (1925) - Abenteuer im Nachtexpress (1925) - Der schwarze Pierrot (1926) - Achtung Harry! Augen auf! (1926) - Was ist los im Zirkus Beely? (1926) - Sein größter Bluff (1927) - Rätsel einer Nacht (1927) - Panik (1928) - Mann gegen Man (1928) - Seine stärkste Waffe (1928) - Die Mitternachtstaxe (1929) - Männer ohne Beruf (1929) - Sein bester Freund (1929) - Menschen im Feuer (1930) - Achtung! - Auto-Diebe! (1930) - Er oder ich (1930) - Bobby geht los (1931) - Jonny stiehlt Europa (1932) - Der Geheimagent (1932) - Das Schiff ohne Hafen (1932) - Sprung in den Abgrund (1933) - Schwarzwaldmädel (1933) - Die Welt ohne Maske (1934) - Amo del mundo (1934) - Artisten (1935) - Der Dschungel ruft (1935) - 90 Minuten Aufenthalt (1936) - Wie einst im Mai (1937) - Der unmögliche Herr Pitt (1938) - Menschen, Tiere, Sensationen (1938) - Panik (1943) - Die grosse Nummer (1942) - Mann im Sattel (1945) - Der Tiger Akbar (1951) - Gesprengte Gitter (1953) - Affenliebe (1955) - Wenn Tiere erwachen (1955) - Wenn Tiere betteln (1955) |